# Robert Murray (tirador)
Robert Cook "Bob" Murray (Edimburg, 18 de febrer de 1870 - Sale, Gran Manchester, 28 d'abril de 1948) va ser un tirador escocès que va competir a començaments del segle xx.
El 1912 va prendre part en els Jocs Olímpics dd'Estocolm, on disputà tres proves del programa de tir. Guanyà la medalla d'or en la prova de carrabina, 50 metres, per equips, mentre en la de carrabina, 25 metres fou cinquè i en la de carrabina, 50 metres sisè.